# La miel silvestre
La miel silvestre es un cuento original del autor uruguayo Horacio Quiroga perteneciente a una generación de autores llamada la generación del 900. Quiroga publicó esta obra en el año 1917, en el más grande conjunto de obras literarias que publicó Cuentos de amor de locura y de muerte.  Horacio Quiroga publicó una serie de libros en épocas similares, siendo Cuentos de amor de locura y de muerte su obra más popular.

## Resumen
Gabriel Benincasa, un joven aventurero, descubre un bosque misterioso tras finalizar sus estudios de contaduría pública. Regresa a Paraná y visita el trabajo de su padre, con la intención de casarse en un viaje a la montaña. Pero su padre muere, lo que obliga a Gabriel a quedarse en el bosque un día más. Descubre una pequeña colmena en un árbol, sintiéndose atraído por su miel.

## Estructura
Se trata de un relato muy breve, narrado en forma interna (hasta el tercer párrafo) y después el narrador cambio a externo. La introducción incluye la presentación del personaje y sus características psicológicas, la descripción del entorno en el que se desarrollarán los hechos, e indicios a futuras situaciones que se podrían presentar. El nudo o conflicto, el cual muestra un problema o situación central, y todas sus posibles consecuencias. Por último se presenta la resolución del conflicto, y el escenario resultante. 

## Título
El título en esta historia se clasifica como simbólico porque nombra un elemento clave y hay que leer hasta el final para entender el título.

## Personajes
- Benincasa
- Tio de Benicasa
- Hormigas